# Rusland op het Eurovisiesongfestival 2015

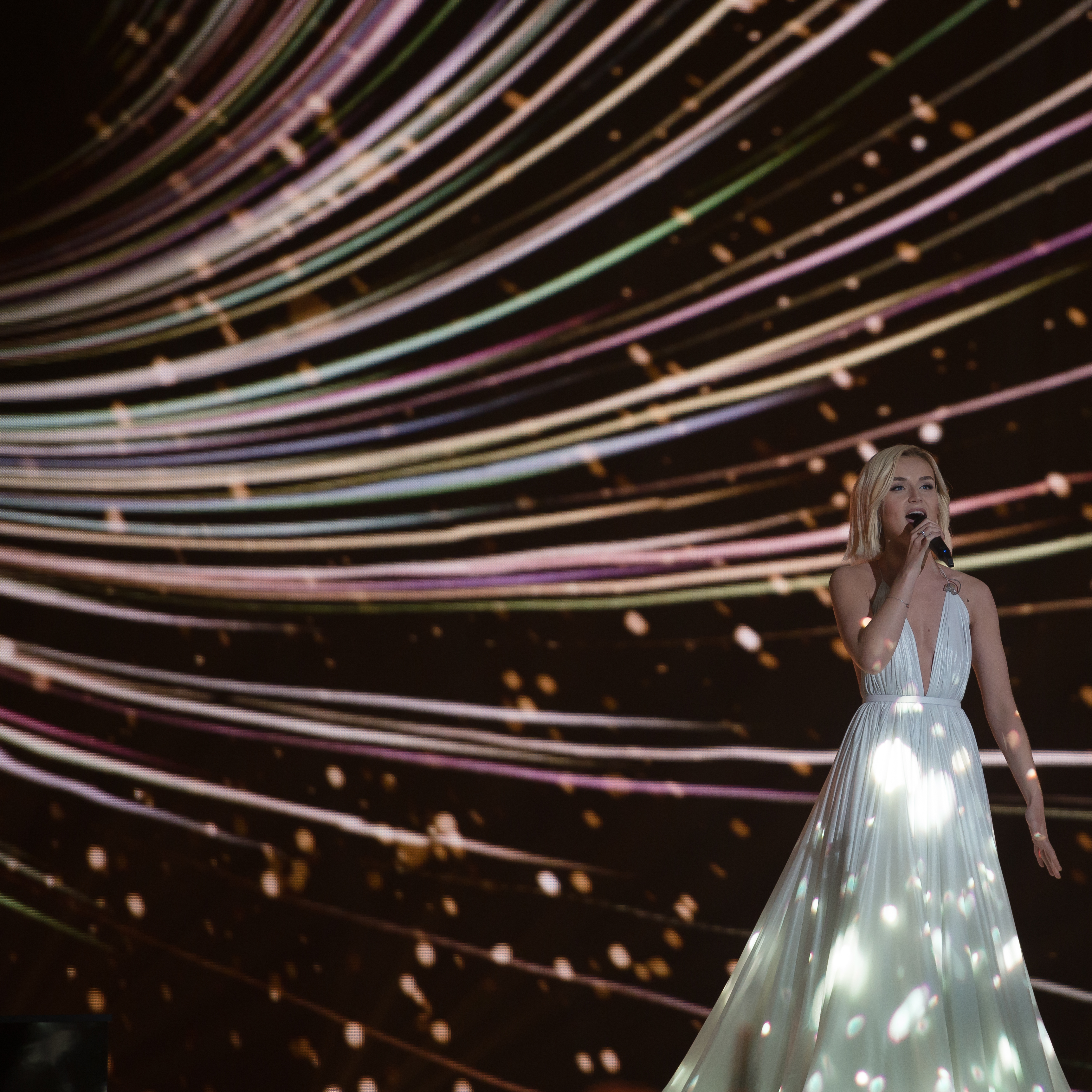
Polina Gagarina in Wenen

Rusland nam deel aan het Eurovisiesongfestival 2015 in Wenen, Oostenrijk. Het was de 19de deelname van het land op het Eurovisiesongfestival. Pervyj Kanal was verantwoordelijk voor de Russische bijdrage voor de editie van 2015.

## Selectieprocedure
Op 11 juni 2014 maakte de Russische staatsomroep Pervyj Kanal bekend te zullen deelnemen aan de volgende editie van het Eurovisiesongfestival. Ook maakte de omroep meteen bekend de Russische act intern te zullen kiezen. In eerste instantie werd ervan uitgegaan dat Rusland de winnaar van het televisieprogramma The Voice zou sturen, maar dit gebeurde niet. Op 11 maart 2015 maakte de omroep bekend dat zangeres Polina Gagarina Rusland zou gaan vertegenwoordigen met het liedje A million voices. Het liedje werd geschreven door zowel Russische als Zweedse en Australische schrijvers.

## In Wenen
Rusland trad in Wenen in de eerste halve finale op dinsdag 19 mei aan. Polina Gagarina trad als twaalfde van de zestien landen aan, na Uzari & Maimuna uit Wit-Rusland en voor Anti Social Media uit Denemarken. Rusland werd eerste met 182 punten, waarmee het doorging naar de finale op 23 mei.
In de finale trad Rusland als vijfentwintigste van de 27 acts aan, na Elnur Hüseynov uit Azerbeidzjan en voor Elhaida Dani uit Albanië. Rusland eindigde als tweede met 303 punten.
1994 · 1995 · 1996 · 1997 · 1998-1999 · 2000 · 2001 · 2002 · 2003 · 2004 · 2005 · 2006 · 2007 · 2008 · 2009 · 2010 · 2011 · 2012 · 2013 · 2014 · 2015 · 2016 · 2017 · 2018 · 2019 · 2020 · 2021 · 2022-2025
Albanië · Armenië · Australië · Azerbeidzjan · België · Cyprus · Denemarken · Duitsland · Estland · Finland · Frankrijk · Georgië · Griekenland · Hongarije · Ierland · IJsland · Israël · Italië · Letland · Litouwen · Macedonië · Malta · Moldavië · Montenegro · Nederland · Noorwegen · Oostenrijk · Polen · Portugal · Roemenië · Rusland · San Marino · Servië · Slovenië · Spanje · Tsjechië · Verenigd Koninkrijk · Wit-Rusland · Zweden · Zwitserland